# Coumba Ndoffène Diouf
Pour les articles homonymes, voir Diouf.
Coumba Ndoffène Diouf, né le 29 décembre 1932 à Diakhao, est un homme politique sénégalais, plusieurs fois ministre.

## Biographie
Succédant au Docteur Amadou Karim Gaye, il est ministre des Affaires étrangères de juin 1972 à avril 1973, lorsque le Professeur Assane Seck lui succède à son tour. De 1973 à 1974, il est ministre de la Santé publique et des Affaires sociales puis il devient ambassadeur du Sénégal au Ghana.
directeur de la bicis et enfin pca à la lonase.

## Décorations
- Gabon
- Arabie Saoudite
- Maroc
- Cote d'Ivoire
- Brésil

## Publications
- Le Droit du Travail au Sénégal
- Les Salaires au Sénégal

## Fonctions électives et politiques
- 1968/1974 Député à l’Assemblée Nationale
- 1967/ 1974 Secrétaire Général de la Coordination Départementale de Fatick
- 1970 Secrétaire Général Adjoint de l’Union Régionale Socialiste du Sine Saloum
- 1970/ 1972 Membre du Bureau Politique du Parti Socialiste

## Fonctions Administratives et Gouvernementales
- 1961/1963 Inspecteur du Travail des régions de Thies et de Diourbel
- 1963/1968 Directeur du Travail et de la Sécurité Sociale
- 1965/1968 Conseiller en Service Extraordinaire à la Cour Suprême
- 1965/1968 Professeur à l’Ecole Nationale d’Administration (Droit Syndical) et au CFPA (Centre de Formation Professionnel Administratif)
- 1980/1981 Conseiller du Président du Conseil Economique et Social
- 1970/1971 Ministre de la Fonction Publique et du Travail
- 1972/1973 Ministre des Affaires Etrangères
- 1973/1974 Ministre de la Santé Publique
- 1979/1980 Ambassadeur du Sénégal au Ghana
- 1982/1984 Président du Conseil d’Administration de la BICIS
- 1995/2000 Président du Conseil d’Administration de la LONASE

Profession libérale : Avocat